# Tour Down Under de 2023
A 23.ª edição do Tour Down Under (chamado oficialmente: Santos Tour Down Under) foi uma corrida de ciclismo de estrada por etapas que se celebrou entre 17 e 22 de janeiro de 2023 na Austrália com início na cidade de Adelaide e final no Monte Lofty sobre um percurso de 679,4 km.
A corrida fez parte do UCI WorldTour de 2023, calendário ciclístico de máximo nível mundial, sendo a primeira corrida de dito circuito. O vencedor final foi o australiano Jay Vine do UAE Emirates, quem esteve acompanhado no pódio pelo britânico Simon Yates do Jayco AlUla e o espanhol Pello Bilbao do Bahrain Victorious, segundo e terceiro classificado respectivamente.

## Equipas participantes
Tomaram parte na corrida 20 equipas: 18 de categoria UCI WorldTeam, um de categoria UCI ProTeam e a seleção nacional da Austrália. Formaram assim um pelotão de 139 ciclistas dos que acabaram 121. As equipas que participaram foram os seguintes:
| Equipes WorldTeam (18)- AG2R Citroën Team - Alpecin-Deceuninck - Arkéa-Samsic - Astana Qazaqstan Team - Bahrain Victorious - Team Jayco AlUla - Bora-Hansgrohe - Cofidis - Team DSM - Groupama-FDJ - EF Education-EasyPost - Ineos Grenadiers - Intermarché-Circus-Wanty - Movistar Team - Jumbo-Visma - Soudal Quick-Step - Trek-Segafredo - UAE Team Emirates Equipe ProTeam- Israel-Premier Tech translation for headoftableIII_translate index 39 not found- UniSA-Australia |
| |

## Percurso
O Tour Down Under dispôs de seis etapas para um percurso total de 870,2 quilómetros, onde se contemplou nas cinco primeiras etapas algumas dificuldades em vários pontos da corrida.
| Etapa   | Data    | Percurso                            | type                      | Distância (km) | Elevação (m) | Vencedor        | Líder geral     |
| ------- | ------- | ----------------------------------- | ------------------------- | -------------- | ------------ | --------------- | --------------- |
| Prólogo | 17 jan. | Adelaide – Adelaide                 | contrarrelógio individual | 5,5            | 39 m         | Alberto Bettiol | Alberto Bettiol |
| 1       | 18 jan. | Tanunda – Tanunda                   | etapa escarpada           | 150,1          | 1 715 m      | Phil Bauhaus    | Alberto Bettiol |
| 2       | 19 jan. | Brighton (Victoria) – Victor Harbor | etapa escarpada           | 156            | 1 803 m      | Rohan Dennis    | Rohan Dennis    |
| 3       | 20 jan. | Norwood – Campbelltown              | média montanha            | 118,5          | 1 831 m      | Pello Bilbao    | Jay Vine        |
| 4       | 21 jan. | Port Willunga – Willunga            | etapa escarpada           | 135,3          | 1 103 m      | Bryan Coquard   | Jay Vine        |
| 5       | 22 jan. | Unley – Mount Lofty                 | média montanha            | 114            | 2 224 m      | Simon Yates     | Jay Vine        |

## Desenvolvimento da corrida

### Prólogo
| Adelaide - Adelaide | contrarrelógio individual | (5,5 km) |

| \| Classificação por etapas \| Classificação por etapas \| Classificação por etapas \| Classificação por etapas \| Classificação por etapas \| \| Ciclista \| Ciclista \| Equipe \| Tempo \| \| \| ------------------------ \| ------------------------ \| ------------------------ \| ------------------------ \| ------------------------ \| \| 1. \| Alberto Bettiol \| EF Education-EasyPost \| 6m19s \| \| \| 2. \| Magnus Sheffield \| Ineos Grenadiers \| + 8s \| \| \| 3. \| Julius Johansen \| Intermarché-Circus-Wanty \| + 10s \| \| \| 4. \| Kaden Groves \| Alpecin-Deceuninck \| + 11s \| \| \| 5. \| Samuel Gaze \| Alpecin-Deceuninck \| + 11s \| \| \| 6. \| Hugo Page \| Intermarché-Circus-Wanty \| + 12s \| \| \| 7. \| Marius Mayrhofer \| Team DSM \| + 13s \| \| \| 8. \| Jannik Steimle \| Soudal Quick-Step \| + 13s \| \| \| 9. \| Jay Vine \| UAE Team Emirates \| + 14s \| \| \| 10. \| Michael Matthews \| Team Jayco AlUla \| + 14s \| \| |                  |                          |       |
| |                  |                          |       |
| Fonte: ProCyclingStats |                  |                          |       |
| Classificação por etapas |                  |                          |       |
| Ciclista | Ciclista         | Equipe                   | Tempo |
| 1. | Alberto Bettiol  | EF Education-EasyPost    | 6m19s |
| 2. | Magnus Sheffield | Ineos Grenadiers         | + 8s  |
| 3. | Julius Johansen  | Intermarché-Circus-Wanty | + 10s |
| 4. | Kaden Groves     | Alpecin-Deceuninck       | + 11s |
| 5. | Samuel Gaze      | Alpecin-Deceuninck       | + 11s |
| 6. | Hugo Page        | Intermarché-Circus-Wanty | + 12s |
| 7. | Marius Mayrhofer | Team DSM                 | + 13s |
| 8. | Jannik Steimle   | Soudal Quick-Step        | + 13s |
| 9. | Jay Vine         | UAE Team Emirates        | + 14s |
| 10. | Michael Matthews | Team Jayco AlUla         | + 14s |

| \| Classificação geral \| Classificação geral \| Classificação geral \| Classificação geral \| Classificação geral \| \| Ciclista \| Ciclista \| Equipe \| Tempo \| \| \| ------------------- \| ------------------- \| ------------------------ \| ------------------- \| ------------------- \| \| 1. \| Alberto Bettiol \| EF Education-EasyPost \| 6m19s \| \| \| 2. \| Magnus Sheffield \| Ineos Grenadiers \| + 8s \| \| \| 3. \| Julius Johansen \| Intermarché-Circus-Wanty \| + 10s \| \| \| 4. \| Kaden Groves \| Alpecin-Deceuninck \| + 11s \| \| \| 5. \| Samuel Gaze \| Alpecin-Deceuninck \| + 11s \| \| \| 6. \| Hugo Page \| Intermarché-Circus-Wanty \| + 12s \| \| \| 7. \| Marius Mayrhofer \| Team DSM \| + 13s \| \| \| 8. \| Jannik Steimle \| Soudal Quick-Step \| + 13s \| \| \| 9. \| Jay Vine \| UAE Team Emirates \| + 14s \| \| \| 10. \| Michael Matthews \| Team Jayco AlUla \| + 14s \| \| |                  |                          |       |
| |                  |                          |       |
| Fonte: ProCyclingStats |                  |                          |       |
| Classificação geral |                  |                          |       |
| Ciclista | Ciclista         | Equipe                   | Tempo |
| 1. | Alberto Bettiol  | EF Education-EasyPost    | 6m19s |
| 2. | Magnus Sheffield | Ineos Grenadiers         | + 8s  |
| 3. | Julius Johansen  | Intermarché-Circus-Wanty | + 10s |
| 4. | Kaden Groves     | Alpecin-Deceuninck       | + 11s |
| 5. | Samuel Gaze      | Alpecin-Deceuninck       | + 11s |
| 6. | Hugo Page        | Intermarché-Circus-Wanty | + 12s |
| 7. | Marius Mayrhofer | Team DSM                 | + 13s |
| 8. | Jannik Steimle   | Soudal Quick-Step        | + 13s |
| 9. | Jay Vine         | UAE Team Emirates        | + 14s |
| 10. | Michael Matthews | Team Jayco AlUla         | + 14s |

### 1.ª etapa
| Tanunda - Tanunda | etapa escarpada | (150,1 km) |

| \| Classificação por etapas \| Classificação por etapas \| Classificação por etapas \| Classificação por etapas \| Classificação por etapas \| \| Ciclista \| Ciclista \| Equipe \| Tempo \| \| \| ------------------------ \| ------------------------ \| ------------------------ \| ------------------------ \| ------------------------ \| \| 1. \| Phil Bauhaus \| Bahrain Victorious \| 3h37m35s \| \| \| 2. \| Caleb Ewan \| UniSA-Australia \| + 0s \| \| \| 3. \| Michael Matthews \| Team Jayco AlUla \| + 0s \| \| \| 4. \| Alessandro Covi \| UAE Team Emirates \| + 0s \| \| \| 5. \| Paul Penhoët \| Groupama-FDJ \| + 0s \| \| \| 6. \| Emīls Liepiņš \| Trek-Segafredo \| + 0s \| \| \| 7. \| Hugo Page \| Intermarché-Circus-Wanty \| + 0s \| \| \| 8. \| Hugo Hofstetter \| Arkéa-Samsic \| + 0s \| \| \| 9. \| Taj Jones \| Israel-Premier Tech \| + 0s \| \| \| 10. \| Gerben Thijssen \| Intermarché-Circus-Wanty \| + 0s \| \| |                  |                          |          |
| |                  |                          |          |
| Fonte: ProCyclingStats |                  |                          |          |
| Classificação por etapas |                  |                          |          |
| Ciclista | Ciclista         | Equipe                   | Tempo    |
| 1. | Phil Bauhaus     | Bahrain Victorious       | 3h37m35s |
| 2. | Caleb Ewan       | UniSA-Australia          | + 0s     |
| 3. | Michael Matthews | Team Jayco AlUla         | + 0s     |
| 4. | Alessandro Covi  | UAE Team Emirates        | + 0s     |
| 5. | Paul Penhoët     | Groupama-FDJ             | + 0s     |
| 6. | Emīls Liepiņš    | Trek-Segafredo           | + 0s     |
| 7. | Hugo Page        | Intermarché-Circus-Wanty | + 0s     |
| 8. | Hugo Hofstetter  | Arkéa-Samsic             | + 0s     |
| 9. | Taj Jones        | Israel-Premier Tech      | + 0s     |
| 10. | Gerben Thijssen  | Intermarché-Circus-Wanty | + 0s     |

| \| Classificação geral \| Classificação geral \| Classificação geral \| Classificação geral \| Classificação geral \| \| Ciclista \| Ciclista \| Equipe \| Tempo \| \| \| ------------------- \| ------------------- \| ------------------------ \| ------------------- \| ------------------- \| \| 1. \| Alberto Bettiol \| EF Education-EasyPost \| 3h43m54s \| \| \| 2. \| Michael Matthews \| Team Jayco AlUla \| + 6s \| \| \| 3. \| Magnus Sheffield \| Ineos Grenadiers \| + 8s \| \| \| 4. \| Julius Johansen \| Intermarché-Circus-Wanty \| + 10s \| \| \| 5. \| Kaden Groves \| Alpecin-Deceuninck \| + 11s \| \| \| 6. \| Samuel Gaze \| Alpecin-Deceuninck \| + 11s \| \| \| 7. \| Hugo Page \| Intermarché-Circus-Wanty \| + 12s \| \| \| 8. \| Marius Mayrhofer \| Team DSM \| + 13s \| \| \| 9. \| Corbin Strong \| Israel-Premier Tech \| + 13s \| \| \| 10. \| Jannik Steimle \| Soudal Quick-Step \| + 13s \| \| |                  |                          |          |
| |                  |                          |          |
| Fonte: ProCyclingStats |                  |                          |          |
| Classificação geral |                  |                          |          |
| Ciclista | Ciclista         | Equipe                   | Tempo    |
| 1. | Alberto Bettiol  | EF Education-EasyPost    | 3h43m54s |
| 2. | Michael Matthews | Team Jayco AlUla         | + 6s     |
| 3. | Magnus Sheffield | Ineos Grenadiers         | + 8s     |
| 4. | Julius Johansen  | Intermarché-Circus-Wanty | + 10s    |
| 5. | Kaden Groves     | Alpecin-Deceuninck       | + 11s    |
| 6. | Samuel Gaze      | Alpecin-Deceuninck       | + 11s    |
| 7. | Hugo Page        | Intermarché-Circus-Wanty | + 12s    |
| 8. | Marius Mayrhofer | Team DSM                 | + 13s    |
| 9. | Corbin Strong    | Israel-Premier Tech      | + 13s    |
| 10. | Jannik Steimle   | Soudal Quick-Step        | + 13s    |

### 2.ª etapa
| Brighton (Victoria) - Victor Harbor | etapa escarpada | (156 km) |

| \| Classificação por etapas \| Classificação por etapas \| Classificação por etapas \| Classificação por etapas \| Classificação por etapas \| \| Ciclista \| Ciclista \| Equipe \| Tempo \| \| \| ------------------------ \| ------------------------ \| ------------------------ \| ------------------------ \| ------------------------ \| \| 1. \| Rohan Dennis \| Jumbo-Visma \| 4h00m40s \| \| \| 2. \| Jay Vine \| UAE Team Emirates \| + 2s \| \| \| 3. \| Mauro Schmid \| Soudal Quick-Step \| + 2s \| \| \| 4. \| Simon Yates \| Team Jayco AlUla \| + 2s \| \| \| 5. \| Jai Hindley \| Bora-Hansgrohe \| + 5s \| \| \| 6. \| Caleb Ewan \| Lotto Dstny \| + 11s \| \| \| 7. \| Emīls Liepiņš \| Trek-Segafredo \| + 11s \| \| \| 8. \| Corbin Strong \| Israel-Premier Tech \| + 11s \| \| \| 9. \| Kaden Groves \| Alpecin-Deceuninck \| + 11s \| \| \| 10. \| Paul Penhoët \| Groupama-FDJ \| + 11s \| \| |               |                     |          |
| |               |                     |          |
| Fonte: ProCyclingStats |               |                     |          |
| Classificação por etapas |               |                     |          |
| Ciclista | Ciclista      | Equipe              | Tempo    |
| 1. | Rohan Dennis  | Jumbo-Visma         | 4h00m40s |
| 2. | Jay Vine      | UAE Team Emirates   | + 2s     |
| 3. | Mauro Schmid  | Soudal Quick-Step   | + 2s     |
| 4. | Simon Yates   | Team Jayco AlUla    | + 2s     |
| 5. | Jai Hindley   | Bora-Hansgrohe      | + 5s     |
| 6. | Caleb Ewan    | Lotto Dstny         | + 11s    |
| 7. | Emīls Liepiņš | Trek-Segafredo      | + 11s    |
| 8. | Corbin Strong | Israel-Premier Tech | + 11s    |
| 9. | Kaden Groves  | Alpecin-Deceuninck  | + 11s    |
| 10. | Paul Penhoët  | Groupama-FDJ        | + 11s    |

| \| Classificação geral \| Classificação geral \| Classificação geral \| Classificação geral \| Classificação geral \| \| Ciclista \| Ciclista \| Equipe \| Tempo \| \| \| ------------------- \| ------------------- \| ------------------------ \| ------------------- \| ------------------- \| \| 1. \| Rohan Dennis \| Jumbo-Visma \| 7h44m41s \| \| \| 2. \| Jay Vine \| UAE Team Emirates \| + 3s \| \| \| 3. \| Magnus Sheffield \| Ineos Grenadiers \| + 12s \| \| \| 4. \| Mauro Schmid \| Soudal Quick-Step \| + 13s \| \| \| 5. \| Corbin Strong \| Israel-Premier Tech \| + 14s \| \| \| 6. \| Hugo Page \| Intermarché-Circus-Wanty \| + 14s \| \| \| 7. \| Kaden Groves \| Alpecin-Deceuninck \| + 15s \| \| \| 8. \| Marius Mayrhofer \| Team DSM \| + 17s \| \| \| 9. \| Nikias Arndt \| Bahrain Victorious \| + 19s \| \| \| 10. \| Miles Scotson \| Groupama-FDJ \| + 20s \| \| |                  |                          |          |
| |                  |                          |          |
| Fonte: ProCyclingStats |                  |                          |          |
| Classificação geral |                  |                          |          |
| Ciclista | Ciclista         | Equipe                   | Tempo    |
| 1. | Rohan Dennis     | Jumbo-Visma              | 7h44m41s |
| 2. | Jay Vine         | UAE Team Emirates        | + 3s     |
| 3. | Magnus Sheffield | Ineos Grenadiers         | + 12s    |
| 4. | Mauro Schmid     | Soudal Quick-Step        | + 13s    |
| 5. | Corbin Strong    | Israel-Premier Tech      | + 14s    |
| 6. | Hugo Page        | Intermarché-Circus-Wanty | + 14s    |
| 7. | Kaden Groves     | Alpecin-Deceuninck       | + 15s    |
| 8. | Marius Mayrhofer | Team DSM                 | + 17s    |
| 9. | Nikias Arndt     | Bahrain Victorious       | + 19s    |
| 10. | Miles Scotson    | Groupama-FDJ             | + 20s    |

### 3.ª etapa
| Norwood - Campbelltown | média montanha | (118,5 km) |

| \| Classificação por etapas \| Classificação por etapas \| Classificação por etapas \| Classificação por etapas \| Classificação por etapas \| \| Ciclista \| Ciclista \| Equipe \| Tempo \| \| \| ------------------------ \| ------------------------ \| ------------------------ \| ------------------------ \| ------------------------ \| \| 1. \| Pello Bilbao \| Bahrain Victorious \| 2h48m10s \| \| \| 2. \| Simon Yates \| Team Jayco AlUla \| + 0s \| \| \| 3. \| Jay Vine \| UAE Team Emirates \| + 0s \| \| \| 4. \| Michael Matthews \| Team Jayco AlUla \| + 28s \| \| \| 5. \| Sven Erik Bystrøm \| Intermarché-Circus-Wanty \| + 28s \| \| \| 6. \| Natnael Tesfatsion \| Trek-Segafredo \| + 28s \| \| \| 7. \| Antonio Tiberi \| Trek-Segafredo \| + 28s \| \| \| 8. \| Milan Vader \| Jumbo-Visma \| + 28s \| \| \| 9. \| Ben O'Connor \| AG2R Citroën Team \| + 28s \| \| \| 10. \| Ethan Hayter \| Ineos Grenadiers \| + 28s \| \| |                    |                          |          |
| |                    |                          |          |
| Fonte: ProCyclingStats |                    |                          |          |
| Classificação por etapas |                    |                          |          |
| Ciclista | Ciclista           | Equipe                   | Tempo    |
| 1. | Pello Bilbao       | Bahrain Victorious       | 2h48m10s |
| 2. | Simon Yates        | Team Jayco AlUla         | + 0s     |
| 3. | Jay Vine           | UAE Team Emirates        | + 0s     |
| 4. | Michael Matthews   | Team Jayco AlUla         | + 28s    |
| 5. | Sven Erik Bystrøm  | Intermarché-Circus-Wanty | + 28s    |
| 6. | Natnael Tesfatsion | Trek-Segafredo           | + 28s    |
| 7. | Antonio Tiberi     | Trek-Segafredo           | + 28s    |
| 8. | Milan Vader        | Jumbo-Visma              | + 28s    |
| 9. | Ben O'Connor       | AG2R Citroën Team        | + 28s    |
| 10. | Ethan Hayter       | Ineos Grenadiers         | + 28s    |

| \| Classificação geral \| Classificação geral \| Classificação geral \| Classificação geral \| Classificação geral \| \| Ciclista \| Ciclista \| Equipe \| Tempo \| \| \| ------------------- \| ------------------- \| ------------------------ \| ------------------- \| ------------------- \| \| 1. \| Jay Vine \| UAE Team Emirates \| 10h32m50s \| \| \| 2. \| Pello Bilbao \| Bahrain Victorious \| + 15s \| \| \| 3. \| Simon Yates \| Team Jayco AlUla \| + 16s \| \| \| 4. \| Magnus Sheffield \| Ineos Grenadiers \| + 45s \| \| \| 5. \| Mauro Schmid \| Soudal Quick-Step \| + 46s \| \| \| 6. \| Ethan Hayter \| Ineos Grenadiers \| + 50s \| \| \| 7. \| Sven Erik Bystrøm \| Intermarché-Circus-Wanty \| + 54s \| \| \| 8. \| Antonio Tiberi \| Trek-Segafredo \| + 58s \| \| \| 9. \| Ben O'Connor \| AG2R Citroën Team \| + 1m00s \| \| \| 10. \| Gorka Izagirre \| Movistar Team \| + 1m01s \| \| |                   |                          |           |
| |                   |                          |           |
| Fonte: ProCyclingStats |                   |                          |           |
| Classificação geral |                   |                          |           |
| Ciclista | Ciclista          | Equipe                   | Tempo     |
| 1. | Jay Vine          | UAE Team Emirates        | 10h32m50s |
| 2. | Pello Bilbao      | Bahrain Victorious       | + 15s     |
| 3. | Simon Yates       | Team Jayco AlUla         | + 16s     |
| 4. | Magnus Sheffield  | Ineos Grenadiers         | + 45s     |
| 5. | Mauro Schmid      | Soudal Quick-Step        | + 46s     |
| 6. | Ethan Hayter      | Ineos Grenadiers         | + 50s     |
| 7. | Sven Erik Bystrøm | Intermarché-Circus-Wanty | + 54s     |
| 8. | Antonio Tiberi    | Trek-Segafredo           | + 58s     |
| 9. | Ben O'Connor      | AG2R Citroën Team        | + 1m00s   |
| 10. | Gorka Izagirre    | Movistar Team            | + 1m01s   |

### 4.ª etapa
| Port Willunga - Willunga | etapa escarpada | (135,3 km) |

| \| Classificação por etapas \| Classificação por etapas \| Classificação por etapas \| Classificação por etapas \| Classificação por etapas \| \| Ciclista \| Ciclista \| Equipe \| Tempo \| \| \| ------------------------ \| ------------------------ \| ------------------------ \| ------------------------ \| ------------------------ \| \| 1. \| Bryan Coquard \| Cofidis \| 2h53m41s \| \| \| 2. \| Alberto Bettiol \| EF Education-EasyPost \| + 0s \| \| \| 3. \| Hugo Page \| Intermarché-Circus-Wanty \| + 0s \| \| \| 4. \| Paul Penhoët \| Groupama-FDJ \| + 0s \| \| \| 5. \| Corbin Strong \| Israel-Premier Tech \| + 0s \| \| \| 6. \| Michael Matthews \| Team Jayco AlUla \| + 0s \| \| \| 7. \| Dorian Godon \| AG2R Citroën Team \| + 0s \| \| \| 8. \| Marius Mayrhofer \| Team DSM \| + 0s \| \| \| 9. \| Kim Heiduk \| Ineos Grenadiers \| + 0s \| \| \| 10. \| Caleb Ewan \| UniSA-Australia \| + 0s \| \| |                  |                          |          |
| |                  |                          |          |
| Fonte: ProCyclingStats |                  |                          |          |
| Classificação por etapas |                  |                          |          |
| Ciclista | Ciclista         | Equipe                   | Tempo    |
| 1. | Bryan Coquard    | Cofidis                  | 2h53m41s |
| 2. | Alberto Bettiol  | EF Education-EasyPost    | + 0s     |
| 3. | Hugo Page        | Intermarché-Circus-Wanty | + 0s     |
| 4. | Paul Penhoët     | Groupama-FDJ             | + 0s     |
| 5. | Corbin Strong    | Israel-Premier Tech      | + 0s     |
| 6. | Michael Matthews | Team Jayco AlUla         | + 0s     |
| 7. | Dorian Godon     | AG2R Citroën Team        | + 0s     |
| 8. | Marius Mayrhofer | Team DSM                 | + 0s     |
| 9. | Kim Heiduk       | Ineos Grenadiers         | + 0s     |
| 10. | Caleb Ewan       | UniSA-Australia          | + 0s     |

| \| Classificação geral \| Classificação geral \| Classificação geral \| Classificação geral \| Classificação geral \| \| Ciclista \| Ciclista \| Equipe \| Tempo \| \| \| ------------------- \| ------------------- \| ------------------------ \| ------------------- \| ------------------- \| \| 1. \| Jay Vine \| UAE Team Emirates \| + 13h26m31s \| \| \| 2. \| Simon Yates \| Team Jayco AlUla \| + 15s \| \| \| 3. \| Pello Bilbao \| Bahrain Victorious \| + 15s \| \| \| 4. \| Magnus Sheffield \| Ineos Grenadiers \| + 45s \| \| \| 5. \| Mauro Schmid \| Soudal Quick-Step \| + 46s \| \| \| 6. \| Ethan Hayter \| Ineos Grenadiers \| + 50s \| \| \| 7. \| Sven Erik Bystrøm \| Intermarché-Circus-Wanty \| + 54s \| \| \| 8. \| Hugo Page \| Intermarché-Circus-Wanty \| + 56s \| \| \| 9. \| Antonio Tiberi \| Trek-Segafredo \| + 58s \| \| \| 10. \| Ben O'Connor \| AG2R Citroën Team \| + 1m00s \| \| |                   |                          |             |
| |                   |                          |             |
| Fonte: ProCyclingStats |                   |                          |             |
| Classificação geral |                   |                          |             |
| Ciclista | Ciclista          | Equipe                   | Tempo       |
| 1. | Jay Vine          | UAE Team Emirates        | + 13h26m31s |
| 2. | Simon Yates       | Team Jayco AlUla         | + 15s       |
| 3. | Pello Bilbao      | Bahrain Victorious       | + 15s       |
| 4. | Magnus Sheffield  | Ineos Grenadiers         | + 45s       |
| 5. | Mauro Schmid      | Soudal Quick-Step        | + 46s       |
| 6. | Ethan Hayter      | Ineos Grenadiers         | + 50s       |
| 7. | Sven Erik Bystrøm | Intermarché-Circus-Wanty | + 54s       |
| 8. | Hugo Page         | Intermarché-Circus-Wanty | + 56s       |
| 9. | Antonio Tiberi    | Trek-Segafredo           | + 58s       |
| 10. | Ben O'Connor      | AG2R Citroën Team        | + 1m00s     |

### 5.ª etapa
| Unley - Mount Lofty | média montanha | (114 km) |

| \| Classificação por etapas \| Classificação por etapas \| Classificação por etapas \| Classificação por etapas \| Classificação por etapas \| \| Ciclista \| Ciclista \| Equipe \| Tempo \| \| \| ------------------------ \| ------------------------ \| ------------------------ \| ------------------------ \| ------------------------ \| \| 1. \| Simon Yates \| Team Jayco AlUla \| 2h41m16s \| \| \| 2. \| Jay Vine \| UAE Team Emirates \| + 0s \| \| \| 3. \| Ben O'Connor \| AG2R Citroën Team \| + 2s \| \| \| 4. \| Antonio Tiberi \| Trek-Segafredo \| + 3s \| \| \| 5. \| Sven Erik Bystrøm \| Intermarché-Circus-Wanty \| + 6s \| \| \| 6. \| Jai Hindley \| Bora-Hansgrohe \| + 6s \| \| \| 7. \| Pello Bilbao \| Bahrain Victorious \| + 6s \| \| \| 8. \| Giovanni Aleotti \| Bora-Hansgrohe \| + 6s \| \| \| 9. \| Magnus Sheffield \| Ineos Grenadiers \| + 6s \| \| \| 10. \| Mauro Schmid \| Soudal Quick-Step \| + 6s \| \| |                   |                          |          |
| |                   |                          |          |
| Fonte: ProCyclingStats |                   |                          |          |
| Classificação por etapas |                   |                          |          |
| Ciclista | Ciclista          | Equipe                   | Tempo    |
| 1. | Simon Yates       | Team Jayco AlUla         | 2h41m16s |
| 2. | Jay Vine          | UAE Team Emirates        | + 0s     |
| 3. | Ben O'Connor      | AG2R Citroën Team        | + 2s     |
| 4. | Antonio Tiberi    | Trek-Segafredo           | + 3s     |
| 5. | Sven Erik Bystrøm | Intermarché-Circus-Wanty | + 6s     |
| 6. | Jai Hindley       | Bora-Hansgrohe           | + 6s     |
| 7. | Pello Bilbao      | Bahrain Victorious       | + 6s     |
| 8. | Giovanni Aleotti  | Bora-Hansgrohe           | + 6s     |
| 9. | Magnus Sheffield  | Ineos Grenadiers         | + 6s     |
| 10. | Mauro Schmid      | Soudal Quick-Step        | + 6s     |

## Classificações finais
- As classificações finalizaram da seguinte forma:[3]

### Classificação geral
| \| Classificação geral \| Classificação geral \| Classificação geral \| Classificação geral \| Classificação geral \| \| Ciclista \| Ciclista \| Equipe \| Tempo \| \| \| ------------------- \| ------------------- \| ------------------------ \| ------------------- \| ------------------- \| \| 1. \| Jay Vine \| UAE Team Emirates \| 16h07m41s \| \| \| 2. \| Simon Yates \| Team Jayco AlUla \| + 11s \| \| \| 3. \| Pello Bilbao \| Bahrain Victorious \| + 27s \| \| \| 4. \| Magnus Sheffield \| Ineos Grenadiers \| + 57s \| \| \| 5. \| Mauro Schmid \| Soudal Quick-Step \| + 58s \| \| \| 6. \| Ben O'Connor \| AG2R Citroën Team \| + 1m04s \| \| \| 7. \| Sven Erik Bystrøm \| Intermarché-Circus-Wanty \| + 1m06s \| \| \| 8. \| Antonio Tiberi \| Trek-Segafredo \| + 1m07s \| \| \| 9. \| Gorka Izagirre \| Movistar Team \| + 1m13s \| \| \| 10. \| Bryan Coquard \| Cofidis \| + 1m13s \| \| \| 11. \| Marc Hirschi \| UAE Team Emirates \| + 1m13s \| \| \| 12. \| Rudy Molard \| Groupama-FDJ \| + 1m16s \| \| \| 13. \| Sebastian Berwick \| Israel-Premier Tech \| + 1m17s \| \| \| 14. \| Natnael Tesfatsion \| Trek-Segafredo \| + 1m18s \| \| \| 15. \| George Bennett \| UAE Team Emirates \| + 1m20s \| \| \| 16. \| Jai Hindley \| Bora-Hansgrohe \| + 1m23s \| \| \| 17. \| Giovanni Aleotti \| Bora-Hansgrohe \| + 1m44s \| \| \| 18. \| Ethan Hayter \| Ineos Grenadiers \| + 1m45s \| \| \| 19. \| Hugo Page \| Intermarché-Circus-Wanty \| + 1m51s \| \| \| 20. \| Élie Gesbert \| Arkéa-Samsic \| + 2m14s \| \| |                    |                          |           |
| |                    |                          |           |
| Fonte: ProCyclingStats |                    |                          |           |
| Classificação geral |                    |                          |           |
| Ciclista | Ciclista           | Equipe                   | Tempo     |
| 1. | Jay Vine           | UAE Team Emirates        | 16h07m41s |
| 2. | Simon Yates        | Team Jayco AlUla         | + 11s     |
| 3. | Pello Bilbao       | Bahrain Victorious       | + 27s     |
| 4. | Magnus Sheffield   | Ineos Grenadiers         | + 57s     |
| 5. | Mauro Schmid       | Soudal Quick-Step        | + 58s     |
| 6. | Ben O'Connor       | AG2R Citroën Team        | + 1m04s   |
| 7. | Sven Erik Bystrøm  | Intermarché-Circus-Wanty | + 1m06s   |
| 8. | Antonio Tiberi     | Trek-Segafredo           | + 1m07s   |
| 9. | Gorka Izagirre     | Movistar Team            | + 1m13s   |
| 10. | Bryan Coquard      | Cofidis                  | + 1m13s   |
| 11. | Marc Hirschi       | UAE Team Emirates        | + 1m13s   |
| 12. | Rudy Molard        | Groupama-FDJ             | + 1m16s   |
| 13. | Sebastian Berwick  | Israel-Premier Tech      | + 1m17s   |
| 14. | Natnael Tesfatsion | Trek-Segafredo           | + 1m18s   |
| 15. | George Bennett     | UAE Team Emirates        | + 1m20s   |
| 16. | Jai Hindley        | Bora-Hansgrohe           | + 1m23s   |
| 17. | Giovanni Aleotti   | Bora-Hansgrohe           | + 1m44s   |
| 18. | Ethan Hayter       | Ineos Grenadiers         | + 1m45s   |
| 19. | Hugo Page          | Intermarché-Circus-Wanty | + 1m51s   |
| 20. | Élie Gesbert       | Arkéa-Samsic             | + 2m14s   |

### Classificação por pontos
| Classificação por pontos | Classificação por pontos | Classificação por pontos | Classificação por pontos | Classificação por pontos |
| Ciclista                 | Ciclista                 | Equipe                   | Pontos                   |                          |
| ------------------------ | ------------------------ | ------------------------ | ------------------------ | ------------------------ |
| 1.                       | Michael Matthews         | Team Jayco AlUla         | 61 pts                   |                          |
| 2.                       | Simon Yates              | Team Jayco AlUla         | 57 pts                   |                          |
| 3.                       | Jay Vine                 | UAE Team Emirates        | 57 pts                   |                          |
| 4.                       | Caleb Ewan               | Lotto Dstny              | 47 pts                   |                          |
| 5.                       | Paul Penhoët             | Groupama-FDJ             | 43 pts                   |                          |
| 6.                       | Hugo Page                | Intermarché-Circus-Wanty | 40 pts                   |                          |
| 7.                       | Bryan Coquard            | Cofidis                  | 37 pts                   |                          |
| 8.                       | Corbin Strong            | Israel-Premier Tech      | 34 pts                   |                          |
| 9.                       | Rohan Dennis             | Jumbo-Visma              | 30 pts                   |                          |
| 10.                      | Phil Bauhaus             | Bahrain Victorious       | 30 pts                   |                          |

### Classificação da montanha
| Classificação da montanha | Classificação da montanha | Classificação da montanha | Classificação da montanha | Classificação da montanha |
| Ciclista                  | Ciclista                  | Equipe                    | Pontos                    |                           |
| ------------------------- | ------------------------- | ------------------------- | ------------------------- | ------------------------- |
| 1.                        | Mikkel Honoré             | EF Education-EasyPost     | 21 pts                    |                           |
| 2.                        | Jay Vine                  | UAE Team Emirates         | 20 pts                    |                           |
| 3.                        | Simon Yates               | Team Jayco AlUla          | 18 pts                    |                           |
| 4.                        | Fabio Felline             | Astana Qazaqstan Team     | 11 pts                    |                           |
| 5.                        | Kim Heiduk                | Ineos Grenadiers          | 10 pts                    |                           |
| 6.                        | Johan Jacobs              | Movistar Team             | 10 pts                    |                           |
| 7.                        | Luke Plapp                | Ineos Grenadiers          | 10 pts                    |                           |
| 8.                        | Alessandro Covi           | UAE Team Emirates         | 8 pts                     |                           |
| 9.                        | Matthew Dinham            | Team DSM                  | 8 pts                     |                           |
| 10.                       | Dmitriy Gruzdev           | Astana Qazaqstan Team     | 7 pts                     |                           |

### Classificação dos jovens
| Classificação dos jovens | Classificação dos jovens | Classificação dos jovens | Classificação dos jovens | Classificação dos jovens |
| Ciclista                 | Ciclista                 | Equipe                   | Tempo                    |                          |
| ------------------------ | ------------------------ | ------------------------ | ------------------------ | ------------------------ |
| 1.                       | Magnus Sheffield         | Ineos Grenadiers         | 16h08m38s                |                          |
| 2.                       | Antonio Tiberi           | Trek-Segafredo           | + 10s                    |                          |
| 3.                       | Hugo Page                | Intermarché-Circus-Wanty | + 54s                    |                          |
| 4.                       | Reuben Thompson          | Groupama-FDJ             | + 1m32s                  |                          |
| 5.                       | Alex Baudin              | AG2R Citroën Team        | + 1m54s                  |                          |
| 6.                       | Paul Penhoët             | Groupama-FDJ             | + 3m24s                  |                          |
| 7.                       | Iván Romeo               | Movistar Team            | + 6m55s                  |                          |
| 8.                       | Leo Hayter               | Ineos Grenadiers         | + 10m14s                 |                          |
| 9.                       | Alessandro Verre         | Arkéa-Samsic             | + 18m59s                 |                          |
| 10.                      | Finn Fisher-Black        | UAE Team Emirates        | + 24m25s                 |                          |

### Classificação por equipas
| Classificação por equipes | Classificação por equipes | Classificação por equipes | Classificação por equipes |
| Equipe                    | Equipe                    | Tempo                     |                           |
| ------------------------- | ------------------------- | ------------------------- | ------------------------- |
| 1.                        | UAE Team Emirates         | 48h25m34s                 |                           |
| 2.                        | Trek-Segafredo            | + 1m24s                   |                           |
| 3.                        | Groupama-FDJ              | + 1m41s                   |                           |
| 4.                        | AG2R Citroën Team         | + 3m09s                   |                           |
| 5.                        | Soudal Quick-Step         | + 5m02s                   |                           |

## Evolução das classificações
| Etapa   |                           | Vencedor _      | Classificação geral | Prêmio por pontos | Prêmio de montanha | Juventude        | Equipes _                |
| ------- | ------------------------- | --------------- | ------------------- | ----------------- | ------------------ | ---------------- | ------------------------ |
| Prólogo | contrarrelógio individual | Alberto Bettiol | Alberto Bettiol     | não atribuído     | não atribuído      | Magnus Sheffield | Alpecin-Deceuninck       |
| 1       | etapa escarpada           | Phil Bauhaus    | Alberto Bettiol     | Phil Bauhaus      | Luke Plapp         | Magnus Sheffield | Intermarché-Circus-Wanty |
| 2       | etapa escarpada           | Rohan Dennis    | Rohan Dennis        | Caleb Ewan        | Jay Vine           | Magnus Sheffield | Alpecin-Deceuninck       |
| 3       | média montanha            | Pello Bilbao    | Jay Vine            | Michael Matthews  | Jay Vine           | Magnus Sheffield | UAE Team Emirates        |
| 4       | etapa escarpada           | Bryan Coquard   | Jay Vine            | Michael Matthews  | Mikkel Honoré      | Magnus Sheffield | UAE Team Emirates        |
| 5       | média montanha            | Simon Yates     | Jay Vine            | Michael Matthews  | Mikkel Honoré      | Magnus Sheffield | UAE Team Emirates        |
| Final   | Final                     |                 | Jay Vine            | Michael Matthews  | Mikkel Honoré      | Magnus Sheffield | UAE Team Emirates        |

## Ciclistas participantes e posições finais
| Team Jayco AlUla JAY | Team Jayco AlUla JAY   | Team Jayco AlUla JAY |
| -------------------- | ---------------------- | -------------------- |
| Num                  | Ciclista               | Pos                  |
| 1                    | Michael Matthews (AUS) | 43.                  |
| 2                    | Simon Yates (GBR)      | 2.                   |
| 3                    | Luke Durbridge (AUS)   | 102.                 |
| 4                    | Lucas Hamilton (AUS)   | 54.                  |
| 5                    | Michael Hepburn (AUS)  | 75.                  |
| 6                    | Chris Harper (AUS)     | NP-2                 |
| 7                    | Campbell Stewart (NZL) | 96.                  |

| AG2R Citroën Team ACT | AG2R Citroën Team ACT | AG2R Citroën Team ACT |
| --------------------- | --------------------- | --------------------- |
| Num                   | Ciclista              | Pos                   |
| 11                    | Ben O'Connor (AUS)    | 6.                    |
| 12                    | Alex Baudin (FRA)     | 26.                   |
| 13                    | Dorian Godon (FRA)    | 24.                   |
| 14                    | Paul Lapeira (FRA)    | 58.                   |
| 15                    | Nans Peters (FRA)     | 27.                   |
| 16                    | Michael Schär (SUI)   | 62.                   |
| 17                    | Damien Touzé (FRA)    | 42.                   |

| Astana Qazaqstan Team AST | Astana Qazaqstan Team AST | Astana Qazaqstan Team AST |
| ------------------------- | ------------------------- | ------------------------- |
| Num                       | Ciclista                  | Pos                       |
| 21                        | Luis León Sánchez (ESP)   | 33.                       |
| 22                        | Manuele Boaro (ITA)       | DNF-5                     |
| 23                        | Leonardo Basso (ITA)      | 120.                      |
| 24                        | Fabio Felline (ITA)       | 77.                       |
| 25                        | Dmitriy Gruzdev (KAZ)     | 86.                       |
| 26                        | Martin Laas (EST)         | DNF-5                     |
| 27                        | Gianni Moscon (ITA)       | DNF-3                     |

| Bahrain Victorious TBV | Bahrain Victorious TBV    | Bahrain Victorious TBV |
| ---------------------- | ------------------------- | ---------------------- |
| Num                    | Ciclista                  | Pos                    |
| 31                     | Pello Bilbao (ESP)        | 3.                     |
| 32                     | Nikias Arndt (GER)        | 38.                    |
| 33                     | Phil Bauhaus (GER)        | 94.                    |
| 34                     | Kamil Gradek (POL)        | DNF-5                  |
| 35                     | Hermann Pernsteiner (AUT) | 45.                    |
| 36                     | Cameron Scott (AUS)       | 121.                   |
| 37                     | Jasha Sütterlin (GER)     | 65.                    |

| Trek-Segafredo TFS | Trek-Segafredo TFS            | Trek-Segafredo TFS |
| ------------------ | ----------------------------- | ------------------ |
| Num                | Ciclista                      | Pos                |
| 41                 | Tony Gallopin (FRA)           | 32.                |
| 42                 | Filippo Baroncini (ITA)       | DNF-4              |
| 43                 | Marc Brustenga (ESP)          | 76.                |
| 44                 | Asbjørn Hellemose (DEN)       | 55.                |
| 45                 | Emīls Liepiņš (LAT) (estrada) | 46.                |
| 46                 | Natnael Tesfatsion (ERI)      | 14.                |
| 47                 | Antonio Tiberi (ITA)          | 8.                 |

| Cofidis COF | Cofidis COF           | Cofidis COF |
| ----------- | --------------------- | ----------- |
| Num         | Ciclista              | Pos         |
| 51          | Bryan Coquard (FRA)   | 10.         |
| 52          | François Bidard (FRA) | 48.         |
| 53          | André Carvalho (POR)  | 104.        |
| 54          | Davide Cimolai (ITA)  | 109.        |
| 55          | Victor Lafay (FRA)    | 44.         |
| 56          | Alexis Renard (FRA)   | 80.         |
| 57          | Harrison Wood (GBR)   | 118.        |

| Soudal Quick-Step SOQ | Soudal Quick-Step SOQ | Soudal Quick-Step SOQ |
| --------------------- | --------------------- | --------------------- |
| Num                   | Ciclista              | Pos                   |
| 61                    | Mattia Cattaneo (ITA) | 22.                   |
| 62                    | Stan Van Tricht (BEL) | 78.                   |
| 63                    | Dries Devenyns (BEL)  | 39.                   |
| 64                    | James Knox (GBR)      | DQ-1                  |
| 65                    | Mauro Schmid (SUI)    | 5.                    |
| 66                    | Jannik Steimle (GER)  | 107.                  |
| 67                    | Martin Svrček (SVK)   | DNF-5                 |

| Alpecin-Deceuninck ADC | Alpecin-Deceuninck ADC | Alpecin-Deceuninck ADC |
| ---------------------- | ---------------------- | ---------------------- |
| Num                    | Ciclista               | Pos                    |
| 71                     | Kaden Groves (AUS)     | 36.                    |
| 72                     | Jensen Plowright (AUS) | DNF-5                  |
| 73                     | Robert Stannard (AUS)  | 57.                    |
| 74                     | Samuel Gaze (NZL)      | 93.                    |
| 75                     | Senne Leysen (BEL)     | 116.                   |
| 76                     | Oscar Riesebeek (NED)  | 95.                    |
| 77                     | Michael Gogl (AUT)     | 73.                    |

| Groupama-FDJ GFC | Groupama-FDJ GFC      | Groupama-FDJ GFC |
| ---------------- | --------------------- | ---------------- |
| Num              | Ciclista              | Pos              |
| 81               | Michael Storer (AUS)  | 40.              |
| 82               | Miles Scotson (AUS)   | 67.              |
| 83               | Lorenzo Germani (ITA) | 112.             |
| 84               | Reuben Thompson (NZL) | 23.              |
| 85               | Laurence Pithie (NZL) | 106.             |
| 86               | Paul Penhoët (FRA)    | 29.              |
| 87               | Rudy Molard (FRA)     | 12.              |

| Ineos Grenadiers IGD | Ineos Grenadiers IGD       | Ineos Grenadiers IGD |
| -------------------- | -------------------------- | -------------------- |
| Num                  | Ciclista                   | Pos                  |
| 91                   | Geraint Thomas (GBR)       | 88.                  |
| 92                   | Ethan Hayter (GBR) (CRI)   | 18.                  |
| 93                   | Leo Hayter (GBR)           | 56.                  |
| 94                   | Kim Heiduk (GER)           | 79.                  |
| 95                   | Luke Plapp (AUS) (estrada) | 53.                  |
| 96                   | Magnus Sheffield (USA)     | 4.                   |
| 97                   | Ben Swift (GBR)            | 70.                  |

| Intermarché-Circus-Wanty ICW | Intermarché-Circus-Wanty ICW | Intermarché-Circus-Wanty ICW |
| ---------------------------- | ---------------------------- | ---------------------------- |
| Num                          | Ciclista                     | Pos                          |
| 101                          | Sven Erik Bystrøm (NOR)      | 7.                           |
| 102                          | Julius Johansen (DEN)        | 83.                          |
| 103                          | Hugo Page (FRA)              | 19.                          |
| 104                          | Gerben Thijssen (BEL)        | DNF-5                        |
| 105                          | Taco van der Hoorn (NED)     | 110.                         |
| 106                          | Boy van Poppel (NED)         | DNF-5                        |
| 107                          | Dion Smith (NZL)             | 52.                          |

| Jumbo-Visma TJV | Jumbo-Visma TJV        | Jumbo-Visma TJV |
| --------------- | ---------------------- | --------------- |
| Num             | Ciclista               | Pos             |
| 111             | Rohan Dennis (AUS)     | 50.             |
| 112             | Robert Gesink (NED)    | DNF-1           |
| 113             | Lennard Hofstede (NED) | 68.             |
| 114             | Timo Roosen (NED)      | 61.             |
| 115             | Milan Vader (NED)      | 25.             |
| 116             | Tim van Dijke (NED)    | 66.             |
| 117             | Jos van Emden (NED)    | 74.             |

| Movistar Team MOV | Movistar Team MOV     | Movistar Team MOV |
| ----------------- | --------------------- | ----------------- |
| Num               | Ciclista              | Pos               |
| 121               | Gorka Izagirre (ESP)  | 9.                |
| 122               | Imanol Erviti (ESP)   | 49.               |
| 123               | Johan Jacobs (SUI)    | 92.               |
| 124               | Iván Romeo (ESP)      | 41.               |
| 125               | Sergio Samitier (ESP) | 101.              |
| 126               | Lluís Mas (ESP)       | 72.               |

| Team DSM DSM | Team DSM DSM           | Team DSM DSM |
| ------------ | ---------------------- | ------------ |
| Num          | Ciclista               | Pos          |
| 131          | Chris Hamilton (AUS)   | 31.          |
| 132          | Matthew Dinham (AUS)   | 59.          |
| 133          | Patrick Bevin (NZL)    | DNF-1        |
| 134          | Romain Combaud (FRA)   | 97.          |
| 135          | Tim Naberman (NED)     | 108.         |
| 136          | Marius Mayrhofer (GER) | 21.          |
| 137          | Martijn Tusveld (NED)  | 69.          |

| UAE Team Emirates UAD | UAE Team Emirates UAD   | UAE Team Emirates UAD |
| --------------------- | ----------------------- | --------------------- |
| Num                   | Ciclista                | Pos                   |
| 141                   | Jay Vine (AUS) (CRI)    | 1.                    |
| 142                   | George Bennett (NZL)    | 15.                   |
| 143                   | Marc Hirschi (SUI)      | 11.                   |
| 144                   | Sjoerd Bax (NED)        | 85.                   |
| 145                   | Alessandro Covi (ITA)   | 64.                   |
| 146                   | Michael Vink (NZL)      | 63.                   |
| 147                   | Finn Fisher-Black (NZL) | 98.                   |

| Arkéa-Samsic ARK | Arkéa-Samsic ARK       | Arkéa-Samsic ARK |
| ---------------- | ---------------------- | ---------------- |
| Num              | Ciclista               | Pos              |
| 151              | Ewen Costiou (FRA)     | 99.              |
| 152              | Mathis Le Berre (FRA)  | 105.             |
| 153              | Élie Gesbert (FRA)     | 20.              |
| 154              | Hugo Hofstetter (FRA)  | 87.              |
| 155              | Kévin Ledanois (FRA)   | 30.              |
| 156              | Łukasz Owsian (POL)    | 81.              |
| 157              | Alessandro Verre (ITA) | 82.              |

| EF Education-EasyPost EFE | EF Education-EasyPost EFE | EF Education-EasyPost EFE |
| ------------------------- | ------------------------- | ------------------------- |
| Num                       | Ciclista                  | Pos                       |
| 161                       | Alberto Bettiol (ITA)     | 37.                       |
| 162                       | Mikkel Honoré (DEN)       | 84.                       |
| 163                       | Jens Keukeleire (BEL)     | 47.                       |
| 164                       | Sean Quinn (USA)          | 60.                       |
| 165                       | Jonas Rutsch (GER)        | 35.                       |
| 166                       | Tom Scully (NZL)          | 115.                      |
| 167                       | Łukasz Wiśniowski (POL)   | 114.                      |

| Bora-Hansgrohe BOH | Bora-Hansgrohe BOH          | Bora-Hansgrohe BOH |
| ------------------ | --------------------------- | ------------------ |
| Num                | Ciclista                    | Pos                |
| 171                | Jai Hindley (AUS)           | 16.                |
| 172                | Marco Haller (AUT)          | 71.                |
| 173                | Shane Archbold (NZL)        | 111.               |
| 174                | Luis-Joe Lührs (GER)        | 103.               |
| 175                | Jordi Meeus (BEL)           | NP-2               |
| 176                | Maximilian Schachmann (GER) | 51.                |
| 177                | Giovanni Aleotti (ITA)      | 17.                |

| Israel-Premier Tech IPT | Israel-Premier Tech IPT | Israel-Premier Tech IPT |
| ----------------------- | ----------------------- | ----------------------- |
| Num                     | Ciclista                | Pos                     |
| 181                     | Chris Froome (GBR)      | 117.                    |
| 182                     | Daryl Impey (RSA)       | 89.                     |
| 183                     | Simon Clarke (AUS)      | 91.                     |
| 184                     | Corbin Strong (NZL)     | 28.                     |
| 185                     | Taj Jones (AUS)         | DNF-5                   |
| 186                     | Sebastian Berwick (AUS) | 13.                     |
| 187                     | Derek Gee (CAN)         | 34.                     |

| UniSA-Australia AUS | UniSA-Australia AUS   | UniSA-Australia AUS |
| ------------------- | --------------------- | ------------------- |
| Num                 | Ciclista              | Pos                 |
| 191                 | Caleb Ewan (AUS)      | 100.                |
| 192                 | Jarrad Drizners (AUS) | 90.                 |
| 193                 | Graeme Frislie (AUS)  | NP-2                |
| 194                 | Conor Leahy (AUS)     | NP-2                |
| 195                 | Zac Marriage (AUS)    | 119.                |
| 196                 | James Moriarty (AUS)  | DNF-2               |
| 197                 | Liam Walsh (AUS)      | 113.                |

| Team Jayco AlUla JAY | Team Jayco AlUla JAY   | Team Jayco AlUla JAY |
| -------------------- | ---------------------- | -------------------- |
| Num                  | Ciclista               | Pos                  |
| 1                    | Michael Matthews (AUS) | 43.                  |
| 2                    | Simon Yates (GBR)      | 2.                   |
| 3                    | Luke Durbridge (AUS)   | 102.                 |
| 4                    | Lucas Hamilton (AUS)   | 54.                  |
| 5                    | Michael Hepburn (AUS)  | 75.                  |
| 6                    | Chris Harper (AUS)     | NP-2                 |
| 7                    | Campbell Stewart (NZL) | 96.                  |

| AG2R Citroën Team ACT | AG2R Citroën Team ACT | AG2R Citroën Team ACT |
| --------------------- | --------------------- | --------------------- |
| Num                   | Ciclista              | Pos                   |
| 11                    | Ben O'Connor (AUS)    | 6.                    |
| 12                    | Alex Baudin (FRA)     | 26.                   |
| 13                    | Dorian Godon (FRA)    | 24.                   |
| 14                    | Paul Lapeira (FRA)    | 58.                   |
| 15                    | Nans Peters (FRA)     | 27.                   |
| 16                    | Michael Schär (SUI)   | 62.                   |
| 17                    | Damien Touzé (FRA)    | 42.                   |

| Astana Qazaqstan Team AST | Astana Qazaqstan Team AST | Astana Qazaqstan Team AST |
| ------------------------- | ------------------------- | ------------------------- |
| Num                       | Ciclista                  | Pos                       |
| 21                        | Luis León Sánchez (ESP)   | 33.                       |
| 22                        | Manuele Boaro (ITA)       | DNF-5                     |
| 23                        | Leonardo Basso (ITA)      | 120.                      |
| 24                        | Fabio Felline (ITA)       | 77.                       |
| 25                        | Dmitriy Gruzdev (KAZ)     | 86.                       |
| 26                        | Martin Laas (EST)         | DNF-5                     |
| 27                        | Gianni Moscon (ITA)       | DNF-3                     |

| Bahrain Victorious TBV | Bahrain Victorious TBV    | Bahrain Victorious TBV |
| ---------------------- | ------------------------- | ---------------------- |
| Num                    | Ciclista                  | Pos                    |
| 31                     | Pello Bilbao (ESP)        | 3.                     |
| 32                     | Nikias Arndt (GER)        | 38.                    |
| 33                     | Phil Bauhaus (GER)        | 94.                    |
| 34                     | Kamil Gradek (POL)        | DNF-5                  |
| 35                     | Hermann Pernsteiner (AUT) | 45.                    |
| 36                     | Cameron Scott (AUS)       | 121.                   |
| 37                     | Jasha Sütterlin (GER)     | 65.                    |

| Trek-Segafredo TFS | Trek-Segafredo TFS            | Trek-Segafredo TFS |
| ------------------ | ----------------------------- | ------------------ |
| Num                | Ciclista                      | Pos                |
| 41                 | Tony Gallopin (FRA)           | 32.                |
| 42                 | Filippo Baroncini (ITA)       | DNF-4              |
| 43                 | Marc Brustenga (ESP)          | 76.                |
| 44                 | Asbjørn Hellemose (DEN)       | 55.                |
| 45                 | Emīls Liepiņš (LAT) (estrada) | 46.                |
| 46                 | Natnael Tesfatsion (ERI)      | 14.                |
| 47                 | Antonio Tiberi (ITA)          | 8.                 |

| Cofidis COF | Cofidis COF           | Cofidis COF |
| ----------- | --------------------- | ----------- |
| Num         | Ciclista              | Pos         |
| 51          | Bryan Coquard (FRA)   | 10.         |
| 52          | François Bidard (FRA) | 48.         |
| 53          | André Carvalho (POR)  | 104.        |
| 54          | Davide Cimolai (ITA)  | 109.        |
| 55          | Victor Lafay (FRA)    | 44.         |
| 56          | Alexis Renard (FRA)   | 80.         |
| 57          | Harrison Wood (GBR)   | 118.        |

| Soudal Quick-Step SOQ | Soudal Quick-Step SOQ | Soudal Quick-Step SOQ |
| --------------------- | --------------------- | --------------------- |
| Num                   | Ciclista              | Pos                   |
| 61                    | Mattia Cattaneo (ITA) | 22.                   |
| 62                    | Stan Van Tricht (BEL) | 78.                   |
| 63                    | Dries Devenyns (BEL)  | 39.                   |
| 64                    | James Knox (GBR)      | DQ-1                  |
| 65                    | Mauro Schmid (SUI)    | 5.                    |
| 66                    | Jannik Steimle (GER)  | 107.                  |
| 67                    | Martin Svrček (SVK)   | DNF-5                 |

| Alpecin-Deceuninck ADC | Alpecin-Deceuninck ADC | Alpecin-Deceuninck ADC |
| ---------------------- | ---------------------- | ---------------------- |
| Num                    | Ciclista               | Pos                    |
| 71                     | Kaden Groves (AUS)     | 36.                    |
| 72                     | Jensen Plowright (AUS) | DNF-5                  |
| 73                     | Robert Stannard (AUS)  | 57.                    |
| 74                     | Samuel Gaze (NZL)      | 93.                    |
| 75                     | Senne Leysen (BEL)     | 116.                   |
| 76                     | Oscar Riesebeek (NED)  | 95.                    |
| 77                     | Michael Gogl (AUT)     | 73.                    |

| Groupama-FDJ GFC | Groupama-FDJ GFC      | Groupama-FDJ GFC |
| ---------------- | --------------------- | ---------------- |
| Num              | Ciclista              | Pos              |
| 81               | Michael Storer (AUS)  | 40.              |
| 82               | Miles Scotson (AUS)   | 67.              |
| 83               | Lorenzo Germani (ITA) | 112.             |
| 84               | Reuben Thompson (NZL) | 23.              |
| 85               | Laurence Pithie (NZL) | 106.             |
| 86               | Paul Penhoët (FRA)    | 29.              |
| 87               | Rudy Molard (FRA)     | 12.              |

| Ineos Grenadiers IGD | Ineos Grenadiers IGD       | Ineos Grenadiers IGD |
| -------------------- | -------------------------- | -------------------- |
| Num                  | Ciclista                   | Pos                  |
| 91                   | Geraint Thomas (GBR)       | 88.                  |
| 92                   | Ethan Hayter (GBR) (CRI)   | 18.                  |
| 93                   | Leo Hayter (GBR)           | 56.                  |
| 94                   | Kim Heiduk (GER)           | 79.                  |
| 95                   | Luke Plapp (AUS) (estrada) | 53.                  |
| 96                   | Magnus Sheffield (USA)     | 4.                   |
| 97                   | Ben Swift (GBR)            | 70.                  |

| Intermarché-Circus-Wanty ICW | Intermarché-Circus-Wanty ICW | Intermarché-Circus-Wanty ICW |
| ---------------------------- | ---------------------------- | ---------------------------- |
| Num                          | Ciclista                     | Pos                          |
| 101                          | Sven Erik Bystrøm (NOR)      | 7.                           |
| 102                          | Julius Johansen (DEN)        | 83.                          |
| 103                          | Hugo Page (FRA)              | 19.                          |
| 104                          | Gerben Thijssen (BEL)        | DNF-5                        |
| 105                          | Taco van der Hoorn (NED)     | 110.                         |
| 106                          | Boy van Poppel (NED)         | DNF-5                        |
| 107                          | Dion Smith (NZL)             | 52.                          |

| Jumbo-Visma TJV | Jumbo-Visma TJV        | Jumbo-Visma TJV |
| --------------- | ---------------------- | --------------- |
| Num             | Ciclista               | Pos             |
| 111             | Rohan Dennis (AUS)     | 50.             |
| 112             | Robert Gesink (NED)    | DNF-1           |
| 113             | Lennard Hofstede (NED) | 68.             |
| 114             | Timo Roosen (NED)      | 61.             |
| 115             | Milan Vader (NED)      | 25.             |
| 116             | Tim van Dijke (NED)    | 66.             |
| 117             | Jos van Emden (NED)    | 74.             |

| Movistar Team MOV | Movistar Team MOV     | Movistar Team MOV |
| ----------------- | --------------------- | ----------------- |
| Num               | Ciclista              | Pos               |
| 121               | Gorka Izagirre (ESP)  | 9.                |
| 122               | Imanol Erviti (ESP)   | 49.               |
| 123               | Johan Jacobs (SUI)    | 92.               |
| 124               | Iván Romeo (ESP)      | 41.               |
| 125               | Sergio Samitier (ESP) | 101.              |
| 126               | Lluís Mas (ESP)       | 72.               |

| Team DSM DSM | Team DSM DSM           | Team DSM DSM |
| ------------ | ---------------------- | ------------ |
| Num          | Ciclista               | Pos          |
| 131          | Chris Hamilton (AUS)   | 31.          |
| 132          | Matthew Dinham (AUS)   | 59.          |
| 133          | Patrick Bevin (NZL)    | DNF-1        |
| 134          | Romain Combaud (FRA)   | 97.          |
| 135          | Tim Naberman (NED)     | 108.         |
| 136          | Marius Mayrhofer (GER) | 21.          |
| 137          | Martijn Tusveld (NED)  | 69.          |

| UAE Team Emirates UAD | UAE Team Emirates UAD   | UAE Team Emirates UAD |
| --------------------- | ----------------------- | --------------------- |
| Num                   | Ciclista                | Pos                   |
| 141                   | Jay Vine (AUS) (CRI)    | 1.                    |
| 142                   | George Bennett (NZL)    | 15.                   |
| 143                   | Marc Hirschi (SUI)      | 11.                   |
| 144                   | Sjoerd Bax (NED)        | 85.                   |
| 145                   | Alessandro Covi (ITA)   | 64.                   |
| 146                   | Michael Vink (NZL)      | 63.                   |
| 147                   | Finn Fisher-Black (NZL) | 98.                   |

| Arkéa-Samsic ARK | Arkéa-Samsic ARK       | Arkéa-Samsic ARK |
| ---------------- | ---------------------- | ---------------- |
| Num              | Ciclista               | Pos              |
| 151              | Ewen Costiou (FRA)     | 99.              |
| 152              | Mathis Le Berre (FRA)  | 105.             |
| 153              | Élie Gesbert (FRA)     | 20.              |
| 154              | Hugo Hofstetter (FRA)  | 87.              |
| 155              | Kévin Ledanois (FRA)   | 30.              |
| 156              | Łukasz Owsian (POL)    | 81.              |
| 157              | Alessandro Verre (ITA) | 82.              |

| EF Education-EasyPost EFE | EF Education-EasyPost EFE | EF Education-EasyPost EFE |
| ------------------------- | ------------------------- | ------------------------- |
| Num                       | Ciclista                  | Pos                       |
| 161                       | Alberto Bettiol (ITA)     | 37.                       |
| 162                       | Mikkel Honoré (DEN)       | 84.                       |
| 163                       | Jens Keukeleire (BEL)     | 47.                       |
| 164                       | Sean Quinn (USA)          | 60.                       |
| 165                       | Jonas Rutsch (GER)        | 35.                       |
| 166                       | Tom Scully (NZL)          | 115.                      |
| 167                       | Łukasz Wiśniowski (POL)   | 114.                      |

| Bora-Hansgrohe BOH | Bora-Hansgrohe BOH          | Bora-Hansgrohe BOH |
| ------------------ | --------------------------- | ------------------ |
| Num                | Ciclista                    | Pos                |
| 171                | Jai Hindley (AUS)           | 16.                |
| 172                | Marco Haller (AUT)          | 71.                |
| 173                | Shane Archbold (NZL)        | 111.               |
| 174                | Luis-Joe Lührs (GER)        | 103.               |
| 175                | Jordi Meeus (BEL)           | NP-2               |
| 176                | Maximilian Schachmann (GER) | 51.                |
| 177                | Giovanni Aleotti (ITA)      | 17.                |

| Israel-Premier Tech IPT | Israel-Premier Tech IPT | Israel-Premier Tech IPT |
| ----------------------- | ----------------------- | ----------------------- |
| Num                     | Ciclista                | Pos                     |
| 181                     | Chris Froome (GBR)      | 117.                    |
| 182                     | Daryl Impey (RSA)       | 89.                     |
| 183                     | Simon Clarke (AUS)      | 91.                     |
| 184                     | Corbin Strong (NZL)     | 28.                     |
| 185                     | Taj Jones (AUS)         | DNF-5                   |
| 186                     | Sebastian Berwick (AUS) | 13.                     |
| 187                     | Derek Gee (CAN)         | 34.                     |

| UniSA-Australia AUS | UniSA-Australia AUS   | UniSA-Australia AUS |
| ------------------- | --------------------- | ------------------- |
| Num                 | Ciclista              | Pos                 |
| 191                 | Caleb Ewan (AUS)      | 100.                |
| 192                 | Jarrad Drizners (AUS) | 90.                 |
| 193                 | Graeme Frislie (AUS)  | NP-2                |
| 194                 | Conor Leahy (AUS)     | NP-2                |
| 195                 | Zac Marriage (AUS)    | 119.                |
| 196                 | James Moriarty (AUS)  | DNF-2               |
| 197                 | Liam Walsh (AUS)      | 113.                |

Convenções:
- AB-N: Abandono na etapa "N"
- FLT-N: Retiro por chegada fora do limite de tempo na etapa "N"
- NTS-N: Não tomou a saída para a etapa "N"
- DES-N: Desclassificado ou expulsado na etapa "N"

## UCI World Ranking
O Tour Down Under outorgou pontos para o UCI World Ranking para corredores das equipas nas categorias UCI WorldTeam, UCI ProTeam e Continental. As seguintes tabelas são o barómetro de pontuação e os dez corredores que obtiveram mais pontos:
| Posição             | 1.º | 2.º | 3.º | 4.º | 5.º | 6.º | 7.º | 8.º | 9.º | 10.º | 11.º | 12.º | 13.º | 14.º | 15.º | 16.º-20.º | 21.º-30.º | 31.º-50.º | 51.º-55.º | 56.º-60.º |
| Classificação geral | 500 | 400 | 325 | 275 | 225 | 175 | 150 | 125 | 100 | 85   | 70   | 60   | 50   | 40   | 35   | 30        | 20        | 10        | 5         | 3         |
| Por etapa           | 60  | 40  | 30  | 25  | 20  | 15  | 10  | 8   | 5   | 2    |      |      |      |      |      |           |           |           |           |           |
| Líder               | 10  |     |     |     |     |     |     |     |     |      |      |      |      |      |      |           |           |           |           |           |

| Classificação |                   |                          |       |       |       |       |
| Posição       | Ciclista          | Equipa                   | Geral | Etapa | Líder | Total |
| ------------- | ----------------- | ------------------------ | ----- | ----- | ----- | ----- |
| 1.º           | Jay Vine          | UAE Emirates             | 500   | 115   | 20    | 635   |
| 2.º           | Simon Yates       | Jayco AlUla              | 400   | 125   | -     | 525   |
| 3.º           | Pello Bilbao      | Bahrain Victorious       | 325   | 70    | -     | 395   |
| 4.º           | Magnus Sheffield  | Ineos Grenadiers         | 275   | 45    | -     | 320   |
| 5.º           | Mauro Schmid      | Soudal Quick-Step        | 225   | 32    | -     | 257   |
| 6.º           | Ben O'Connor      | AG2R Citroën             | 175   | 35    | -     | 210   |
| 7.º           | Sven Erik Bystrøm | Intermarché-Circus-Wanty | 150   | 40    | -     | 190   |
| 8.º           | Antonio Tiberi    | Trek-Segafredo           | 125   | 35    | -     | 160   |
| 9.º           | Bryan Coquard     | Cofidis                  | 85    | 60    | -     | 145   |
| 10.º          | Alberto Bettiol   | EF Education-EasyPost    | 10    | 100   | 20    | 130   |